# ラマダン・シャラハ
ラマダン・アブダラ・モハメド・シャラハ (アラビア語: رمضان عبد الله محمد شلح、1958年1月1日 – 2020年6月6日) は、パレスチナの軍人。1995年10月27日から2018年まで反シオニズム組織イスラーム聖戦（PIJ）の指導者を務めた。
指導者になった1995年の11月27日には米国から特別指定テロリスト（SDT）に指定され、2006年にはFBIにも要注意テロリストに指定された。
2018年4月、脳卒中を患う。そして同年9月28日、指導者の座をジヤド・アル・ナカラに譲った。
23年間PIJの指導者として君臨してきた間、PIJはイスラエル市民に対して攻撃を多く行い、イスラエル国防軍からの報復に対抗していた。その結果、PIJは深刻な損失を被り、2004年にはほぼ力が無くなっていた。

## 経歴
シャラハはガザ市東部のシュジャイヤで生まれた。
大学はイングランドに所在するダラム大学に入学。金融学と経済学でPh.D.を取得した。1989年の学位論文では「利子経済におけるイスラム銀行：ヨルダンの事例研究」を主題とした。
サミ・アル＝アリアン教授は、フロリダ州タンパにある自身が務める大学、サウスフロリダ大学に客員教授としてシャラハを呼び、アル＝アリアンによって世界とイスラーム研究エンタープライズ（WISE）の責任者に任命された。その後、シャラハは1995年にPIJ結成のために責任者の座を降りる。
アル＝アリアンは後にPIJ結成を援助した罪で、57カ月の禁固刑を言い渡された。アル＝アリアンは、 「シャラハが学者以外でこのような活動をしているとは知らなかった。ショックだ。」とコメントしている。

## イスラーム聖戦での活動
シャラハは1995年、マルタで前指導者のファティ・シャカキが暗殺された後、PIJの指導者になった。就任後すぐに、シャラハは1995年11月27日に米国によって特別指定テロリストに指定された。
その後、シャラハは同じPIJメンバーのアブド・アル・アジズ・アウダとともに、フロリダ州タンパのフロリダ州中部地区連邦地方裁判所において、米国が指定した国際テロ組織であるイスラーム聖戦による危険な活動への関与の疑いで、53件の事件で起訴された。シャラハは、爆弾テロ、殺人、恐喝、マネーロンダリングなどの活動を通してPIJの活動を遂行した容疑で指名手配されていた。
この起訴により、シャラハは2006年2月24日、アブド・アル・アジズ・アウダとともに、米国FBIの最重要指名手配テロリストに指定された。尚、起訴はされたが逮捕には至っていない。その後も国際テロ組織「イスラーム聖戦」の活動を支援した容疑で国際指名手配されている。

## 死
シャラハは2年間の昏睡状態なども経験した長い闘病生活の末、2020年6月6日にレバノンで死去した。葬儀はダマスカスで行われ、PIJ指導者後継のジヤド・アル・ナカラも葬儀に参列した。

## 著書
シャラハは以下の書籍を執筆している:
- Iqtiṣādīyāt al-mālīyah al-ʻāmmah wa-al-niẓām al-mālī fī al-Islām, al-Jāmiʻāt al-Islāmiyah, 1984, 359 p. On Islamic economics, particularly public finance.
- al-Gharb wa-al-ṣirāʻ ʻalá Filasṭīn fī al-qarn al-ḥādī wa-al-ʻishrīn, Markaz Filasṭīn lil-Dirāsāt wa-al-Buḥūth, 1999, 35 p. On the West when it comes to the Palestinian struggle.
- Fī ʻayn al-ʻāṣifah : al-ḥiwār al-hāmm wa-al-shāmil alladhī ajratʹhu ṣaḥīfat al-Ḥayāh al-Landanīyah maʻa Amīn ʻĀmm Ḥarakat al-Jihād al-Islāmī fī Filasṭīn al-Duktūr Ramaḍān ʻAbd Allāh Shallaḥ, Bisan, 2003, 112 p. Interviews.